# 銀環蛇
雨傘節（學名：Bungarus multicinctus），又名銀環蛇或銀腳帶，屬眼镜蛇科環蛇屬。其种加词“multicinctus”意为“多带的”。银环蛇因毒性大而闻名，去除内脏并泡酒的干燥品为中药材。主要分布于中國华南地區、海南、中南半岛北部以及台灣山區。

## 名称
银环蛇在各地的名称不同，又名金钱白花蛇、金錢蛇、寸白蛇、过基甲、過基峽、簸箕甲、手巾蛇、银甲带、銀腳帶、銀環蛇、银包铁、銀蛇、花扇柄（客家話）、雨傘柄（潮州話）、小白藥蛇等。英文俗称其为中國環蛇或台灣環蛇。

## 特征

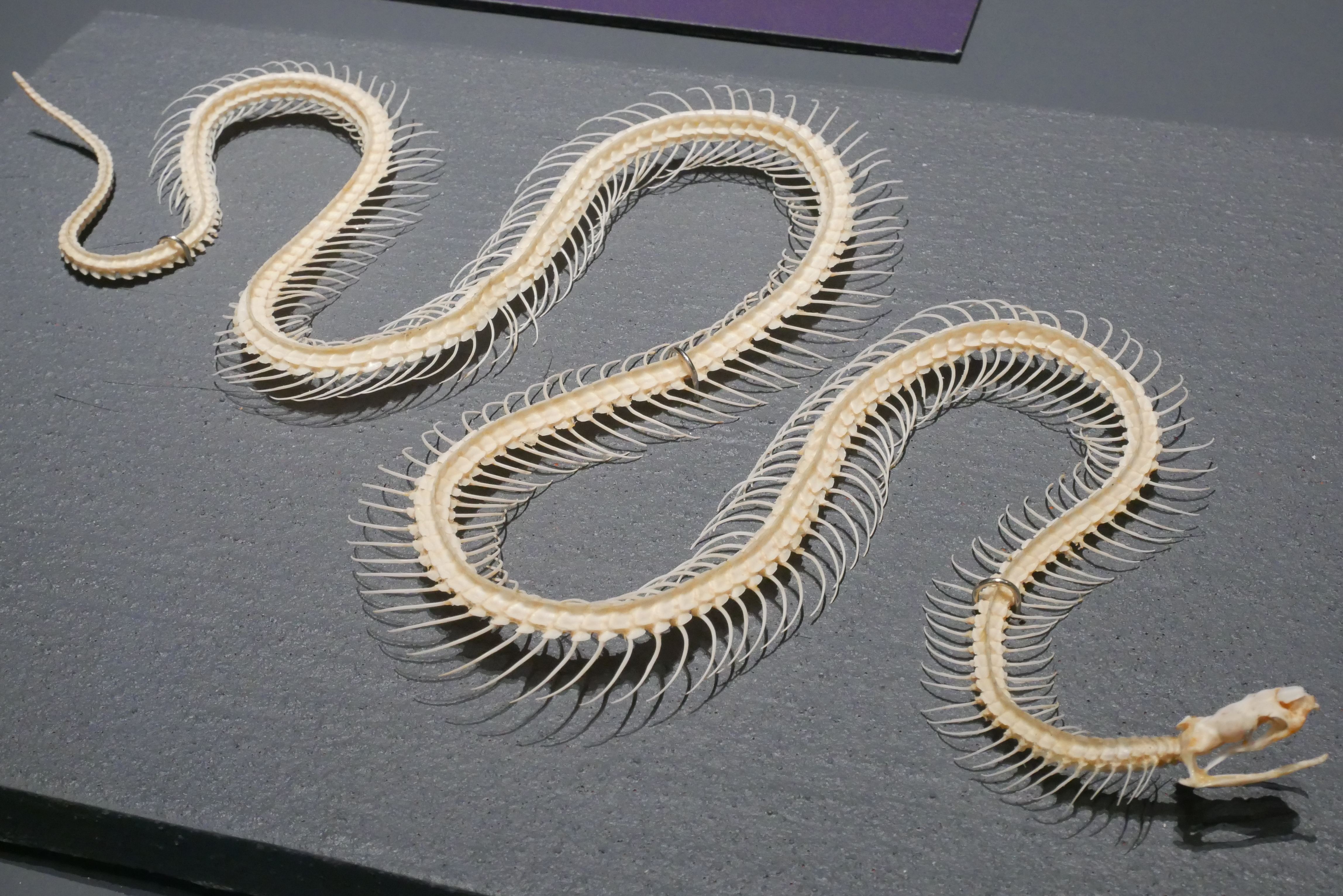
骨架標本（國立臺灣科學教育館藏）

银环蛇长0.6-1.2米，大蛇可达1.6米。體背面有黑白相間的環紋，躯干部有30-50个白色环带，尾部有9-15个白色环带，頭頸部為黑色，黑色部分較白色長許多。

## 分类
早期将银环蛇分为2个亚种：銀環蛇指名亚种（Bungarus multicinctus multicinctus）和銀環蛇云南亚种（Bungarus multicinctus wanghaotingi），后将云南亚种独立为有效种云南环蛇(Bungarus wanghaotingi) 。

## 分布
银环蛇分布地區包括中國大陆南部、香港、緬甸、台灣、越南，等地。

## 毒性
银环蛇為台灣六大毒蛇之一，毒腺很小，但毒性强烈，也是台灣及中国大陆等地毒蛇中毒性最強的一種，但不是台灣最毒的蛇，台灣最毒的蛇是長吻海蛇，银环蛇則是台灣最毒的陸棲蛇。1毫克即可致人於死地。平均排毒量4.6毫克。
银环蛇具有α-、β- bungarotoxin兩種神經毒素（可特異性地阻斷骨骼肌終板膜中的ACh受體陽離子通道，使神經–肌接頭的傳遞受阻，導致肌肉鬆弛），患者被咬時不會感到疼痛，反而想睡。輕微中毒時身體局部產生麻痺現象，若是毒素作用於神經肌肉交接位置，則會阻絕神經傳導路線，致使橫紋肌無法正常收縮，導致呼吸麻痺，作用時間約40分鐘至2小時，或長達24小時。可以用神經性抗毒蛇血清治療。

## 习性
银环蛇在夜間活動，多栖息水边，以鱼、蛙、蛇、鼠为食物。近来面临了人类捕杀与栖息地被破坏的问题。
银环蛇雖屬於眼鏡蛇科，但性情較溫和不若眼鏡蛇凶猛，受干擾時會盡可能迅速逃走，或將身體盤成大8字形並將頭部藏在蛇身下，除非遭受嚴重威胁，否則不會輕易發動攻擊。繁殖期在每年的8-9月，春末到夏天產卵，每次產卵數約為3-20枚，孵化期約1.5個月。

## 保护
本种于2023年被收录入《有重要生态、科学、社会价值的陆生野生动物名录》。

## 外部連結
- 金錢白花蛇 中藥材圖像數據庫  (香港浸會大學中醫藥學院) （中文）（英文）
- 金錢白花蛇 (銀環蛇) Jin Qian Bai Hua She (Yin Huan She) （页面存档备份，存于） 中藥標本數據庫 (香港浸會大學中醫藥學院) （繁體中文）（英文）